# Corchorus depressus
Corchorus depressus là một loài thực vật có hoa trong họ Cẩm quỳ. Loài này được (L.) Stocks mô tả khoa học đầu tiên năm 1848.